# Hans Christian Bræin
Hans Christian Bræin (Oslo, 6 januari 1948) is een Noors klarinettist en muziekpedagoog.

## Achtergrond
Bræin werd geboren in een familie afkomstig uit Fåborg en Kristiansund, die al sinds de 18e eeuw met Christian Hansen Hølen in de muziek zit. Hans Christians vader was de componist Edvard Fliflet Bræin. Moeder Karen Frivold Torjusen was enige tijd bestuurslid bij Den norske Opera. Ditte Marie Bræin, de dochter van Hans Christian is sopraan. Anna Bræin, de zus van Hans Christian, bespeelt de cello in het Symfonieorkest van Kristiansund.

## Muziek
Hans Christian Bræin studeerde klarinet in Oslo bij Monica Riefling en later bij Tage Scharff aan het Det Kongelige Danske Musikkonservatorium in Kopenhagen. In 1974 kon hij na een auditie toetreden tot het Oslo Filharmoniske Orkester (1974-1980). Daarna vertrok hij naar het Deense Esbjerg om daar deel te gaan uitmaken van het Esbjerg Ensemble. In 1990 kwam hij naar Noorwegen terug en ging zelf les geven. Van 1993 tot 1995 was hij plaatsvervangend soloklarinettist bij genoemd Osloos orkest. Werd later benoemd tot hoogleraar aan de Norges musikkhøgskole.
Hij is werkzaam geweest als soloklarinettist bij het Kamerorkest van Noorwegen (Det norske kammerorkester). Zijn klarinet is te horen op diverse plaatopnamen begeleid door of spelend met diverse ensembles waaronder het Cikade ensemble. Naast muziek beoefenen zit Hans Christian Bræin regelmatig in jury’s bij concoursen.
- Library of Congress Control Number: n2010035826
- MusicBrainz: 6a89f646-cbab-4edb-94be-4fa0011a6759
- Nationale Bibliotheek van Israël: 987010859840905171
- Virtual International Authority File: 122126928
- WorldCat: E39PBJcwD9TCwMwxrwWhM8khpP